# Winifred Wells
Winifred Wells, död efter 1692, var en engelsk hovfunktionär och mätress.
Hon blev uppmärksammad för det förhållande hon hade med kung Karl II av England mellan 1663 och 1672. Hon var anställd som hovfröken till drottningen, Katarina av Braganza.